# Zgručevci
Zgručevci (znanstveno ime Panellus) so rod gliv iz družine čeladičevk (Mycenaceae).

## Značilnosti
Zgručevci imajo majhne do srednje velike ledvičaste klobuke, ki so lahko neposredno pritrjeni na les ali pa imajo kratek bet, ki je na klobuk pritrjen bočno. Lističi izžarevajo navzven od pritrdilne točke ali pa so močno prepleteni tako, da tvorijo mrežico. Trosni odtis je bele barve, trosi imajo tanke stene, so gladki in amiloidni. Tako kot mnoge vrste iz družine čeladičevk, so tudi nekateri zgručevci bioluminiscentni.

## Seznam zgručevcev Slovenije[5]
- mili zgručevec (Panellus mitis)
- opečnati zgručevec (Panellus ringens)
- trpki zgručevec (Panellus stipticus)
- poprhnjeni zgručevec (Panellus violaceofulvus)